# Marco Emilio Lépido (cónsul 158 a. C.)
Marco Emilio Lépido (en latín, Marcus Aemilius M. f. M. n. Lepidus) fue un magistrado romano, posiblemente hijo del pretor del año 213 a. C. del mismo nombre; Marcus Aemilius Lepidus. 

## Carrera política
Fue cónsul en el año 158 a. C. junto con Cayo Popilio Lenas, siendo mencionado únicamente por Plinio y los Fastos Capitolinos. 